# Sceloporus smaragdinus
Sceloporus smaragdinus är en ödleart som beskrevs av  Bocourt 1873. Sceloporus smaragdinus ingår i släktet Sceloporus och familjen Phrynosomatidae. IUCN kategoriserar arten globalt som livskraftig. Inga underarter finns listade i Catalogue of Life.